# JFA 全日本U-15サッカー大会
JFA 全日本U-15サッカー大会は、日本サッカー協会 (JFA) が主催していた中学生年代のサッカー大会である。
ナイキの日本法人であるナイキジャパンが冠スポンサーとして協賛していた。
2006年までの大会名は「ナイキプレミアカップジャパン（Nike Premier Cup Japan）」であり、2007年から2017年まではJFAプレミアカップ（JFA Premier Cup）の名称で行われてきた。2017年11月1日に日本サッカー協会 (JFA) が発表した「JFAブランディング」の一環としてJFA主催の2018年以降全ての大会名称に "JFA" の文字を加えること、全ての年代の大会表記を「全日本○○大会」に統一すること から、2018年に「JFA 全日本U-15サッカー大会」と改称された。また、当大会は同年をもって終了することとなった。

## 概要

### 1997年 - 2010年

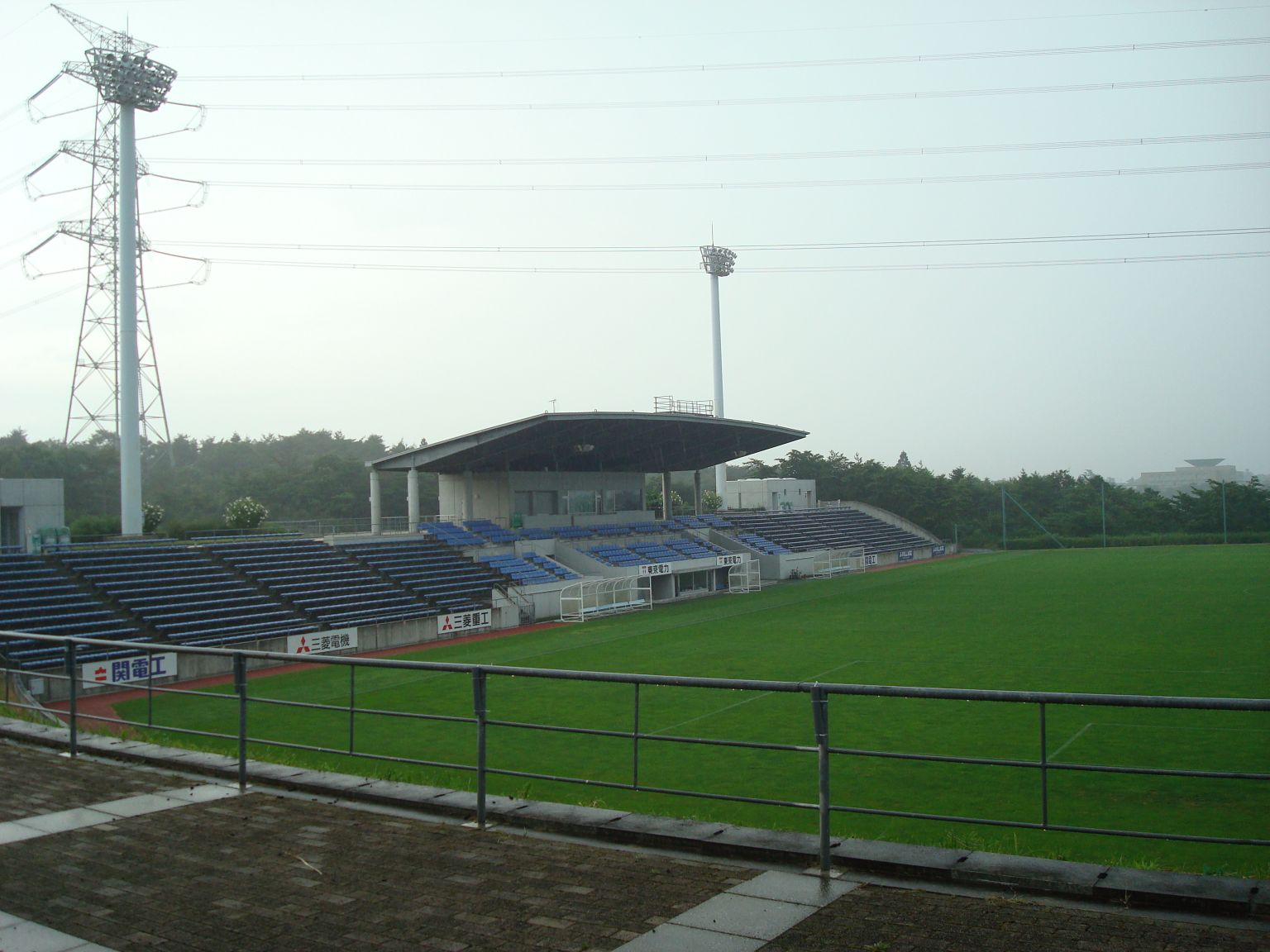
2010年まで決勝が開催されていたJヴィレッジ

参加資格は日本サッカー協会に登録された第3種チームであり、2000年からは女子チームも出場資格を得た。これに加えて、選手は開催年1月1日現在で14歳未満（いわゆるU-14）でなければならない。全国9地域の予選を勝ち抜いた9チームに加え、普及枠と呼ばれる2チーム分の枠を毎年持ち回りで2地域に配分、さらに前年度優勝チームを輩出した地域に1枠を与え、計12チームで全国大会を行った。なお、Jヴィレッジで開催されていた。
中学3年生の多数は出場できない点が高円宮杯や全国中学校体育大会（全国中学校サッカー大会）との違いである。
なお、本大会はナイキ協賛の世界大会であるナイキプレミアカップ（2003年からマンチェスター・ユナイテッド・プレミアカップに改称）の国内予選を兼ねており、優勝チームが世界大会への出場権を得る。これは国際サッカー連盟の主催ではないが、ジュニアユース年代にとって唯一の世界大会である。なお、世界大会の出場資格はU-15であり、中学3年生も出場可能となる。

### 2011年 - 2018年
2011年から世界大会と同様、U-15年代参加の大会になった。参加チーム数は前年までと変わらないが、2011年は東日本大震災の影響で東北代表が参加を辞退し翌年の普及枠である関西代表チームから1チーム増えた。なお、2011年以降は東日本大震災・福島第一原発事故の影響でJ-GREEN堺で開催されていた。

## 主催・主管団体
- 主催：公益財団法人日本サッカー協会[3]
- 主管：一般社団法人大阪府サッカー協会[3]
- 協賛：株式会社ナイキジャパン[3]、ニチバン株式会社[3]、株式会社明治[3]、株式会社モルテン[3]

## 開催方式
参加12チームが4チームずつ3グループに分かれる。各グループの1位チームと2位チームの最高成績チームの4チームが準決勝に進出する。
試合時間はグループリーグは25分ハーフの50分、決勝トーナメントは30分ハーフの60分で行われ、ハーフタイムはグループリーグ、決勝トーナメントともに原則10分である。

## 結果
| 回 | 年度   | 優勝                             | 結果                 | 準優勝                           |
| -- | ------ | -------------------------------- | -------------------- | -------------------------------- |
| 1  | 1997年 | 読売日本SCジュニアユース         | 2 - 1                | 横浜フリューゲルスジュニアユース |
| 2  | 1998年 | 清水エスパルスジュニアユース     | 3 - 1                | ガンバ大阪堺ジュニアユース       |
| 3  | 1999年 | ヴェルディジュニアユース         | 2 - 0                | 清水エスパルスジュニアユース     |
| 4  | 2000年 | ヴェルディジュニアユース         | 2 - 1                | 清水エスパルスジュニアユース     |
| 5  | 2001年 | 東京ヴェルディジュニアユース     | 3 - 1                | アビスパ福岡U-15                 |
| 6  | 2002年 | FC東京U-15                       | 3 - 1                | サンフレッチェ広島ジュニアユース |
| 7  | 2003年 | サンフレッチェ広島ジュニアユース | 1 - 1 aet (PK 9 - 8) | 東京ヴェルディジュニアユース     |
| 8  | 2004年 | 柏レイソルU-15                   | 1 - 0                | サンフレッチェ広島ジュニアユース |
| 9  | 2005年 | クマガヤサッカースポーツクラブ   | 4 - 1                | 大分トリニータU-15               |
| 10 | 2006年 | 東京ヴェルディ1969ジュニアユース | 3 - 1 aet            | 京都パープルサンガU-15           |
| 11 | 2007年 | ガンバ大阪ジュニアユース         | 2 - 1                | 東京ヴェルディ1969ジュニアユース |
| 12 | 2008年 | 静岡学園中                       | 1 - 0                | サンフレッチェ広島ジュニアユース |
| 13 | 2009年 | ガンバ大阪ジュニアユース         | 1 - 0                | 名古屋グランパスU-15             |
| 14 | 2010年 | 京都サンガF.C.U-15               | 3 - 1                | 名古屋グランパスU-15             |
| 15 | 2011年 | 京都サンガF.C.U-15               | 1 - 0                | 横浜F・マリノスジュニアユース    |
| 16 | 2012年 | ガンバ大阪ジュニアユース         | 4 - 1                | 大宮アルディージャジュニアユース |
| 17 | 2013年 | 大宮アルディージャジュニアユース | 2 - 1 aet            | 京都サンガF.C.U-15               |
| 18 | 2014年 | サンフレッチェ広島ジュニアユース | 2 - 0                | 柏レイソルU-15                   |
| 19 | 2015年 | 京都サンガF.C.U-15               | 6 - 0                | コンサドーレ札幌U-15             |
| 20 | 2016年 | 清水エスパルスジュニアユース     | 2 - 1 aet            | 鹿島アントラーズジュニアユース   |
| 21 | 2017年 | 清水エスパルスジュニアユース     | 3 - 1                | 名古屋グランパスU-15             |
| 22 | 2018年 | 清水エスパルスジュニアユース     | 0 - 0 aet (PK 5 - 3) | 青森山田中                       |

## チーム別成績
| チーム名                         | 優 | 準 | 優勝年度                     | 準優勝年度       |
| -------------------------------- | -- | -- | ---------------------------- | ---------------- |
| 東京ヴェルディジュニアユース     | 5  | 2  | 1997, 1999, 2000, 2001, 2006 | 2003, 2007       |
| 清水エスパルスジュニアユース     | 4  | 2  | 1998, 2016, 2017, 2018       | 1999, 2000       |
| 京都サンガF.C.U-15               | 3  | 2  | 2010, 2011, 2015             | 2006, 2013       |
| ガンバ大阪ジュニアユース         | 3  | 0  | 2007, 2009, 2012             |                  |
| サンフレッチェ広島ジュニアユース | 2  | 3  | 2003, 2014                   | 2002, 2004, 2008 |
| 柏レイソルU-15                   | 1  | 1  | 2004                         | 2014             |
| 大宮アルディージャジュニアユース | 1  | 1  | 2013                         | 2012             |
| FC東京U-15                       | 1  | 0  | 2002                         |                  |
| クマガヤサッカースポーツクラブ   | 1  | 0  | 2005                         |                  |
| 静岡学園中                       | 1  | 0  | 2008                         |                  |
| 名古屋グランパスU-15             | 0  | 3  |                              | 2009, 2010, 2017 |
| 横浜フリューゲルスジュニアユース | 0  | 1  |                              | 1997             |
| ガンバ大阪堺ジュニアユース       | 0  | 1  |                              | 1998             |
| アビスパ福岡U-15                 | 0  | 1  |                              | 2001             |
| 大分トリニータU-15               | 0  | 1  |                              | 2005             |
| 横浜F・マリノスジュニアユース    | 0  | 1  |                              | 2011             |
| 北海道コンサドーレ札幌U-15       | 0  | 1  |                              | 2015             |
| 鹿島アントラーズジュニアユース   | 0  | 1  |                              | 2016             |
| 青森山田中                       | 0  | 1  |                              | 2018             |